# Вагенбауэр, Макс Йозеф
Макс Йозеф Вагенбауэр (нем. Max Josef Wagenbauer, * 28 июля 1775 г. Графинг-бай-Мюнхен; † 12 мая 1829 г. Мюнхен) - немецкий художник и график романтического направления. 

## Жизнь и творчество
После окончания гимназии Вагенбауэр изучает живопись в мюнхенской Академии художеств. Здесь его учителями были Иоганн Христиан фон Манлих и Иоганн Дорнер-старший. В период с 1797 и по 1801 год, во время наполеоновских войн в Европ он поступает добровольцем в баварскую армию и служит в кавалерийском полку. В 1801 году Вагенбауэру была назначена ежегодная стипендия и с 1802 года он назначается придворным художником баварского королевского дома. Он также служит учителем рисования в семье графов Лодрон и временами живёт в из замке Хааг в Верхней Баварии. 
Будучи преимущественно художником-пейзажистом, Вагенбауэр в летие месяцы совершает путешествия по всей Баварии, делая эскизы и наброски для своих полотен. В начальный период творчества преобладают его акварели - из района Боденского озера (1806 год), из местности вокруг Пассау и Верхней Баварии (1807), а также из горных регионов южной Германии. Начиная  1810 года художник всё больше увлекается масляной живописью. В 1811 году Вагенбауэр, вместе с некоторыми другими баварскими живописцами, получает заказ от короля Максимилиана I Йозефа - украсить столовый зал дворца Нимфенбург крупноформатными полотнами, изображающими различные озёра Баварии. В 1914 году художник совершает новое путешествие по горной Баварии.
Будучи дружески расположенным к живописцу, баварский король охотно покупал полотна работы Вагенбауэра и при случае одаривал ими своих придворных. В 1815 году он назначается инспектором королевской картинной галереи. Начиная с 1820 года Вагенбауэр выбирает для своих произведение более простые мотивы. Считается одним из предтеч пейзажного жанра живописи мюнхенской художественной школы.
Наряду со своими пейзажами, Макс Йозеф Вагенбауэр известен как выдающийся художник-анималист. Был членом Академий искусств Пруссии, Баварии и Гессен-Дармштадта. Наряду с живописью, успегно занимался также литографией, создав многочисленные изображения природы и животных. Разработал несколько учебных пособий для обучения графическому мастерству. Большинство работ художника хранится в Государственном музее графики в Мюнхене.  

## Галерея

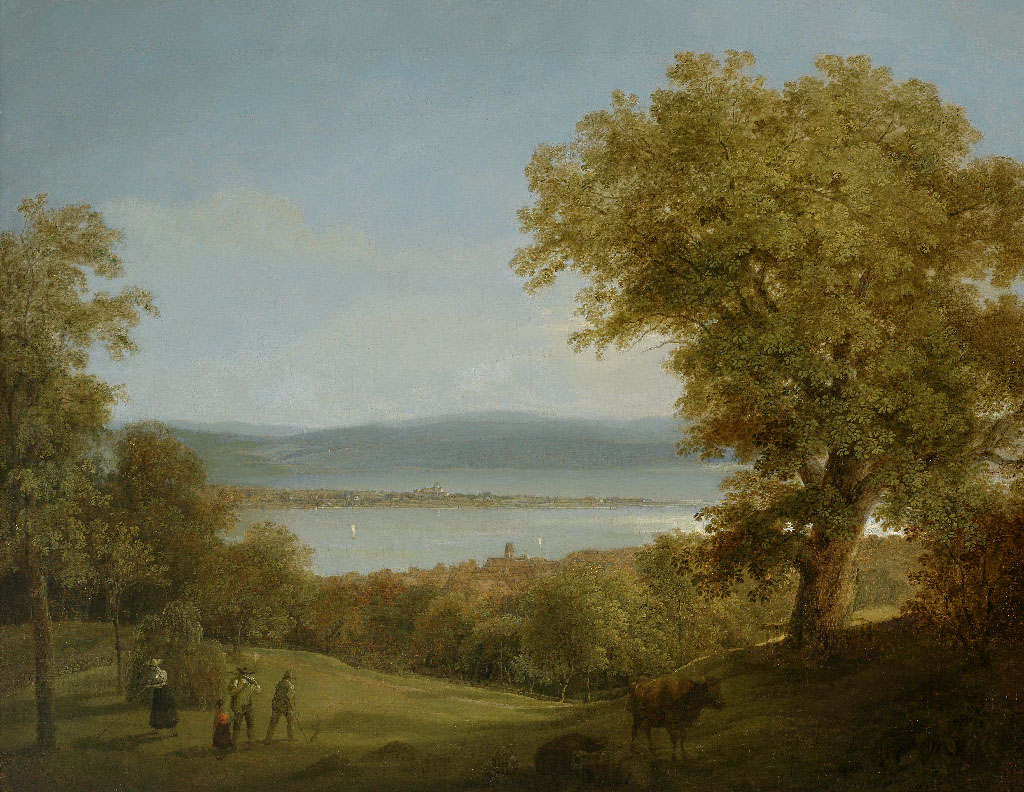
Вид на остров Рейхенау (1829)
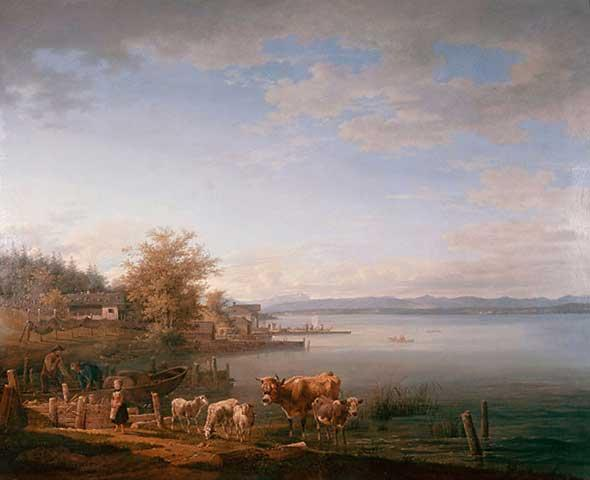
Восточный берег Штарнбергского озера (1813)
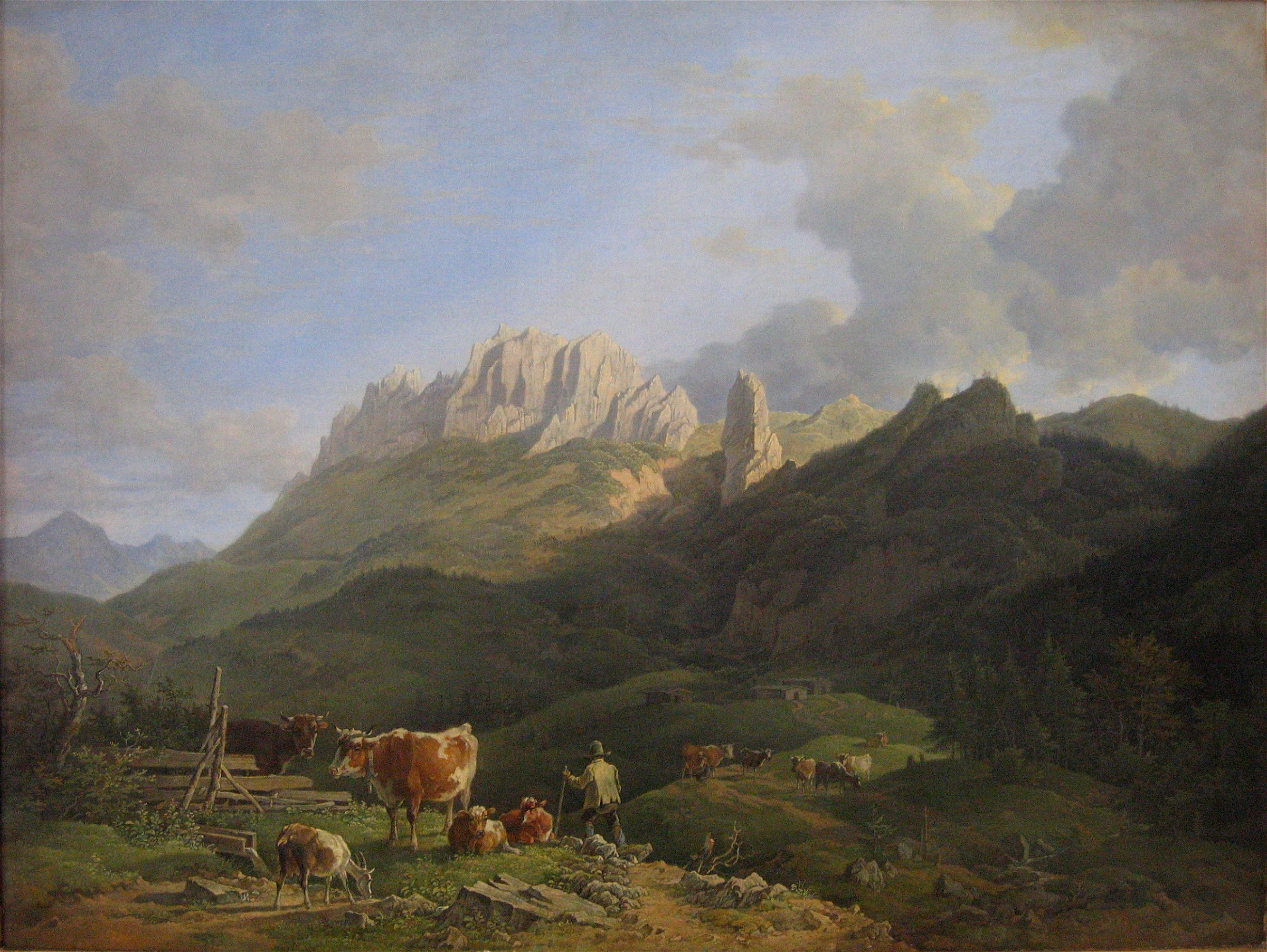
Кампенванд, (ок. 1827)
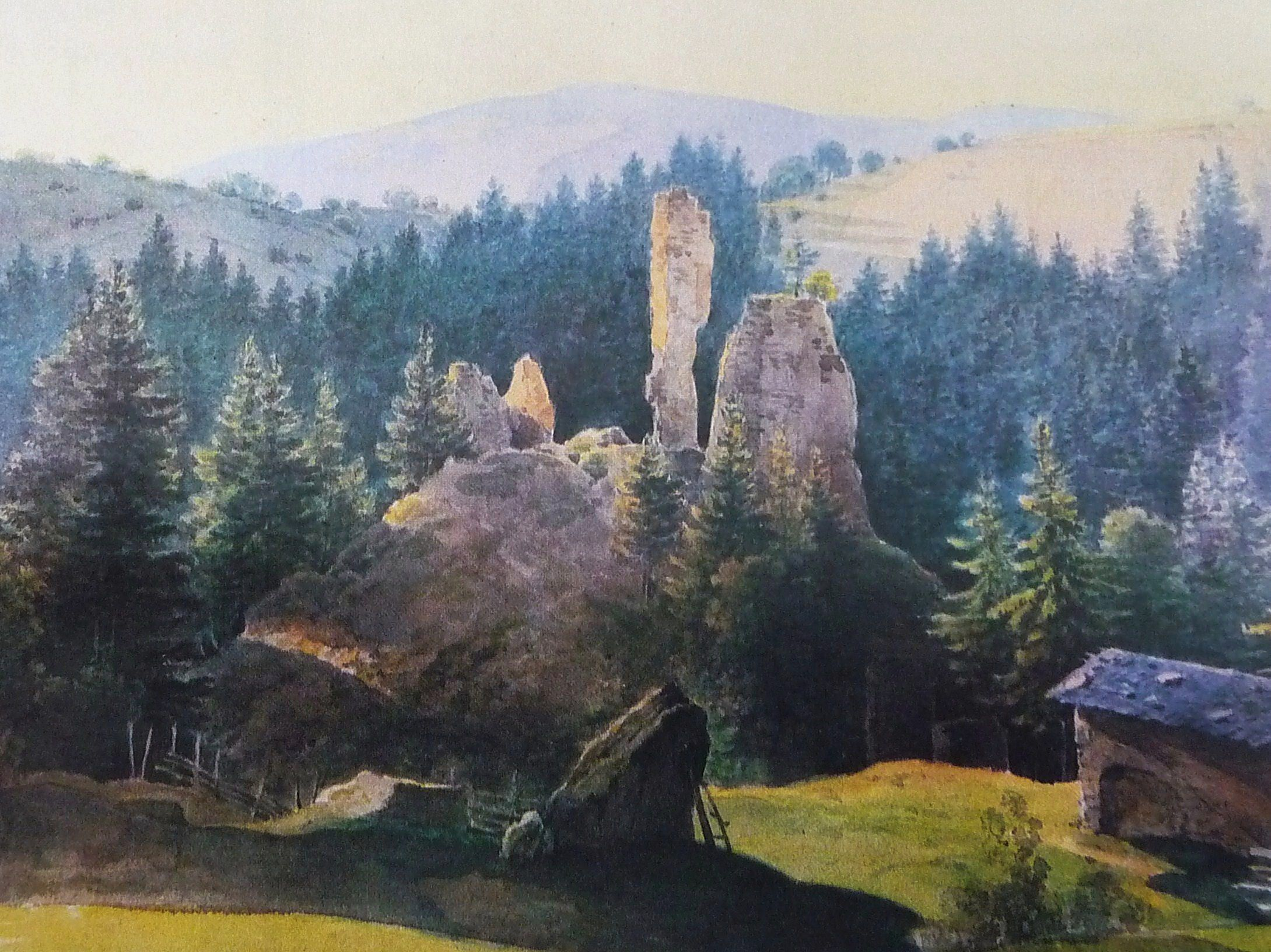
Развалины замка Диссенштейн
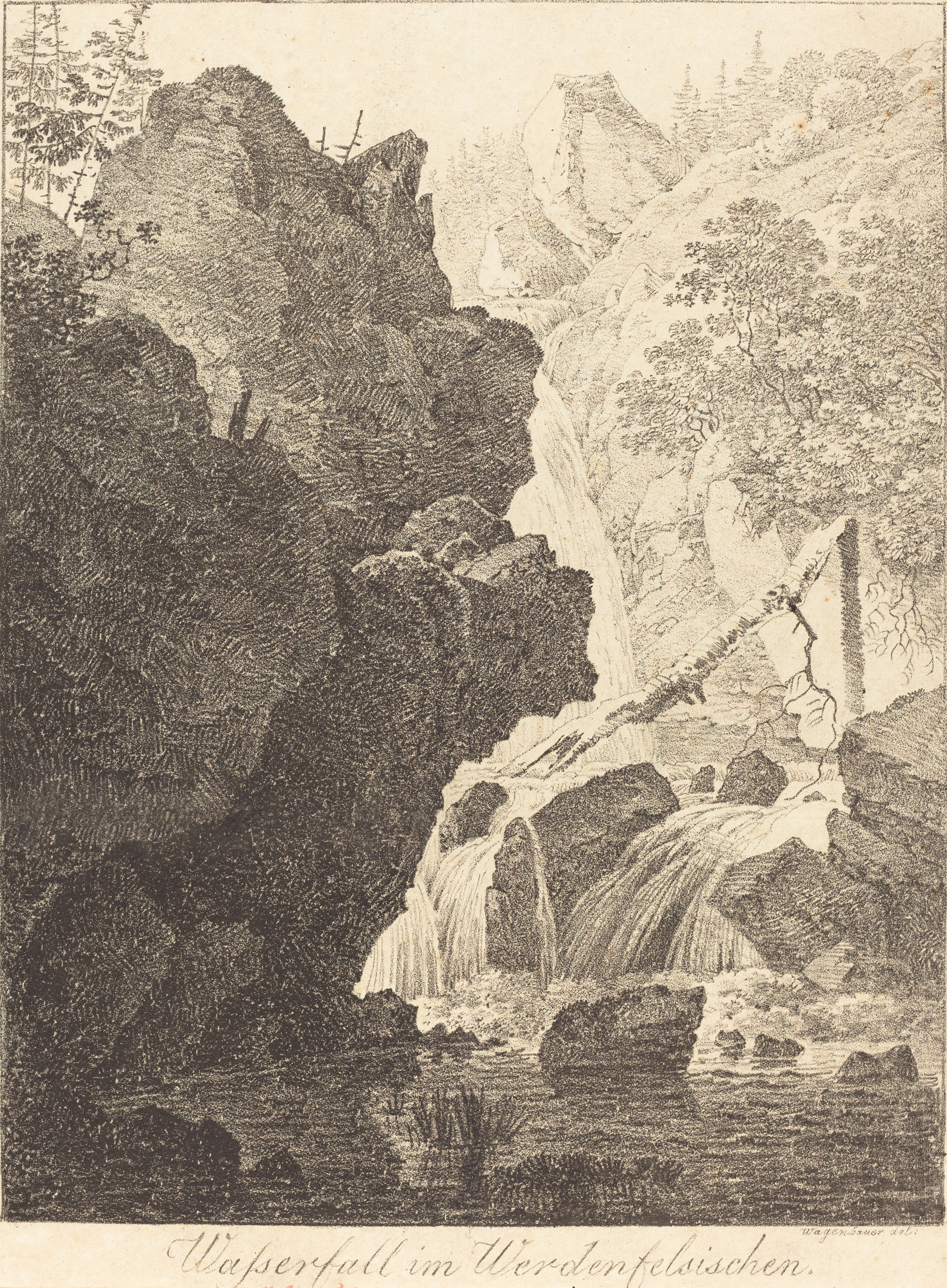
Водопад в Верденфельсишен (1805)

## Дополнения
- Wagenbauer, Maximilian Joseph zeno.org